# Gerhard Lau (Denkmalpfleger)
Gerhard Lau (* 21. November 1936 in Rostock; † 16. Juli 2025 ebenda) war ein deutscher Denkmalpfleger.

## Leben
Gerhard Lau erlernte ab 1952 den Beruf des technischen Zeichners. Von 1957 bis 1960 leistete er Wehrdienst bei der NVA. Danach studierte er an der Ingenieurhochschule Wismar und schloss diese mit dem Titel Elektroingenieur ab. Ein Fernstudium zum Diplomingenieur schloss sich an. Gerhard Lau arbeitete im Wohnungsbaukombinat Rostock in der Hochbauprojektierung. Von 1980 bis 1990 war er am Institut für Kulturbauten Berlin tätig. Von 1990 bis 2002 war er Denkmalpfleger in Rostock.
Gerhard Lau lebte mit seiner Frau in Warnemünde. Er engagierte sich ehrenamtlich im Förderverein des Warnemünder Leuchtturms, der durch die Einnahmen der Eintrittsgelder von jährlich bis zu 80.000 Besuchern Projekte sozialer Art vor Ort unterstützt.

## Veröffentlichungen
- Denkmale der Hansestadt Rostock. Teil 1 und 2. Redieck & Schade, Rostock 2002.
  - Teil 1: Innerhalb der historischen Stadtgrenzen. Redieck & Schade, Rostock 2001, DNB 962139092
  - Teil 2: Außerhalb der historischen Stadtmauern. Redieck & Schade, Rostock 2002, OCLC 248305878
- Beleuchtet: Bekannte „Berliners“ in Warnemünde und Rostock. Redieck & Schade, Rostock 2005, ISBN 3-934116-42-6.
- Der entlastete Techniker oder auch meine Begegnung mit Ernst Heinkel. Redieck & Schade, Rostock 2008, ISBN 978-3-934116-77-1.

## Ehrungen
- 2001 Kulturpreis der Hansestadt Rostock
- Ehrennadel des Volkstheaters Rostock